# Aspalathus pallescens
Aspalathus pallescens är en ärtväxtart som beskrevs av Christian Friedrich Frederik Ecklon och Carl Ludwig Philipp Zeyher. Aspalathus pallescens ingår i släktet Aspalathus och familjen ärtväxter. Inga underarter finns listade i Catalogue of Life.